# Elysius demaculata
Elysius demaculata là một loài bướm đêm thuộc phân họ Arctiinae, họ Erebidae.